# Max Maerz
Max Maerz (* 1812 in München; † 26. April 1879 ebenda) war ein deutscher Orgelbauer.

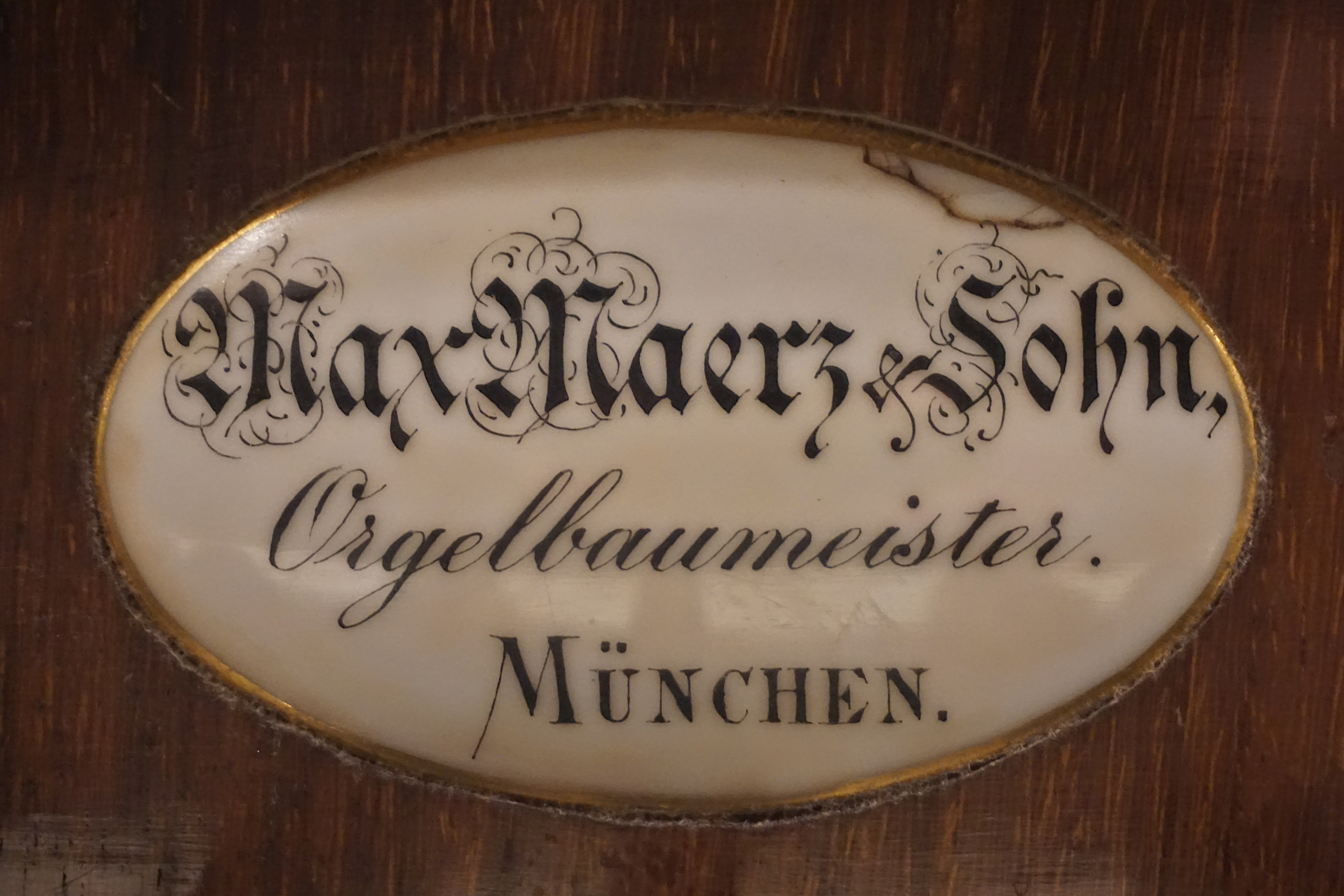
Orgelbauermarke von Max Maerz

## Leben und Werk
Max Maerz war ein Sohn von Conrad Merz (* 20. Februar 1768 in Haimburg (Berg bei Neumarkt in der Oberpfalz), † 24. November 1846 in München).
Der Vater hatte in der Werkstatt Franz König in Ingolstadt gelernt. 1794 hatte er sich in München um die Nachfolge des Hoforgelmachers Anton Bayr beworben und, obwohl dessen Tochter ihn nicht heiratete, dessen Werkstattinventar übernehmen können. 1796 wurde er als Orgelmacher anerkannt, trotz der Beschwerden der Konkurrenz. Seine Tätigkeiten bestanden fast ausschließlich aus Reparaturen.
Bei ihm lernte Max den Orgelbau und ab 1842 auch bei Joseph Frosch in München. 1844 übernahm er das Geschäft vom Vater und vergrößertes es von Jahr zu Jahr. Anfangs wurden etwa zwei Orgeln pro Jahr gebaut, später oft mehr als fünf pro Jahr. Insgesamt baute er mehr als 130 neue Orgeln.
Ab 1851 wuchs bei ihm der Vollwaise Franz Borgias Nothwinkler auf, den er 1868 adoptierte und der seinen Namen annahm, ihn beerbte und den Betrieb fortführte.

## Werkliste (Auszug)
| Jahr    | Opus | Ort                                 | Gebäude                             | Bild | Manuale | Register | Bemerkungen |
| ------- | ---- | ----------------------------------- | ----------------------------------- | ---- | ------- | -------- | --- |
| 1849    | 23   | Großweil-Zell                       | St. Martin                          |      | I/P     | 6        | 1994 renoviert durch Riegner & Friedrich → Orgel |
| um 1850 |      | Birkenstein                         | Wallfahrtskapelle Mariä Himmelfahrt |      | I       | 5        | 1878 Erweiterung auf I/P/6, 2000 Verkauf an das Orgelzentrum Valley, 2001 Umsetzung nach St. Johannes der Täufer Überbach (Bild u. Link), ursprünglich prospektlos → Orgel |
| 1860    | 50   | München                             | Alte Pfarrkirche St. Margaret       |      | I/P     | 9        | → Orgel |
| 1860    |      | Altenbeuern                         | Heilige Dreifaltigkeit              |      | I/P     | 10       | leicht verändert erhalten; 1993 renoviert durch Alois Linder → Orgel |
| 1862    | 52   | Steinkirchen (Gde. Reichertshausen) | St. Anna                            |      | I/P     | 12       | 2008 restauriert von Christoph Kaps |
| 1862    | 55   | Obertaufkirchen                     | St. Martin                          |      | II/P    | 16       | 1911 Umbau durch Behler & Waldenmaier. 2012 von Frenger & Eder auf den Zustand von 1911 zurückgeführt                                                                      |
| 1867    | 75   | Unterbrunn                          | St. Laurentius                      |      | I/P     | 8        | Pedal fest angehängt; seit 1912 erhalten in Kirche Mariä Geburt, Unterweilbach (Bild) → Orgel                                                                              |
| 1870    | 88   | Baar-Ebenhausen                     | St. Martin                          |      | I/P     | 10       | |
| um 1870 |      | Straßbach                           | St. Ottilia                         |      | I/p     | 4        | → Orgel |
| 1871    | 91   | Pauluszell                          | Pauli Bekehrung                     |      | I/P     | 9        | 1952 durch Alois Wölfl um ein zweites Register erweitert (seitdem II/14)                                                                                                   |
| 1874    | 114  | Schwindkirchen                      | Mariä Himmelfahrt                   |      | I/P     | 11       | Im Gehäuse der Vorgängerorgel. 1966 neues Werk von Ludwig Wastlhuber |
| 1874    | 115  | Großenviecht                        | St. Stephanus                       |      | I/P     | 6        | → Orgel |
| 1875    | 118  | Huglfing                            | St. Magnus                          |      | I/P     | 10       | 1958 durch Neubau ersetzt |
| 1875    | 119  | Babensham                           | St. Martin                          |      | I/P     | 12       | |
| um 1875 |      | Frauenornau                         | Unsere Liebe Frau vom Trost         |      | I/P     | 8        | |
| 1879    | 136  | Ast                                 | St. Georg                           |      | I/P     | 9        | → Orgel |